# Lill-Mårdsjön, Jämtland
Lill-Mårdsjön är en sjö i Strömsunds kommun i Jämtland och ingår i Ångermanälvens huvudavrinningsområde. Sjön har en area på 0,227 kvadratkilometer och ligger 255,3 meter över havet. Sjön avvattnas av vattendraget Vängelälven.

## Delavrinningsområde
Lill-Mårdsjön ingår i det delavrinningsområde (706967-150647) som SMHI kallar för Ovan VDRID = 668377-156159 i Vängelälvens vattend*. Medelhöjden är 277 meter över havet och ytan är 1,56 kvadratkilometer. Räknas de 5 avrinningsområdena uppströms in blir den ackumulerade arean 31,03 kvadratkilometer. Vängelälven som avvattnar avrinningsområdet har biflödesordning 3, vilket innebär att vattnet flödar genom totalt 3 vattendrag innan det når havet efter 153 kilometer. Avrinningsområdet består mestadels av skog (77 procent). Avrinningsområdet har 0,22 kvadratkilometer vattenytor vilket ger det en sjöprocent på 14,5 procent.